# 滨海勒维维耶
滨海勒维维耶（法語：Le Vivier-sur-Mer，法語發音：[lə vivje syʁ mɛʁ]）是法国伊勒-维莱讷省的一个市镇，位于该省北部，属于圣马洛区。

## 地理
滨海勒维维耶（48°36'8"N, 1°46'27"W）面积2.24 平方千米，位于法国布列塔尼大區伊勒-维莱讷省，该省份为法国西北部沿海省份，位于布列塔尼半岛东部，北濒大西洋，西接阿摩尔滨海省和莫尔比昂省，南至大西洋卢瓦尔省，西南端接曼恩-卢瓦尔省，东临马耶讷省，东北与芒什省接壤。
与滨海勒维维耶接壤的市镇（或旧市镇、城区）包括：伊雷勒、蒙多勒。

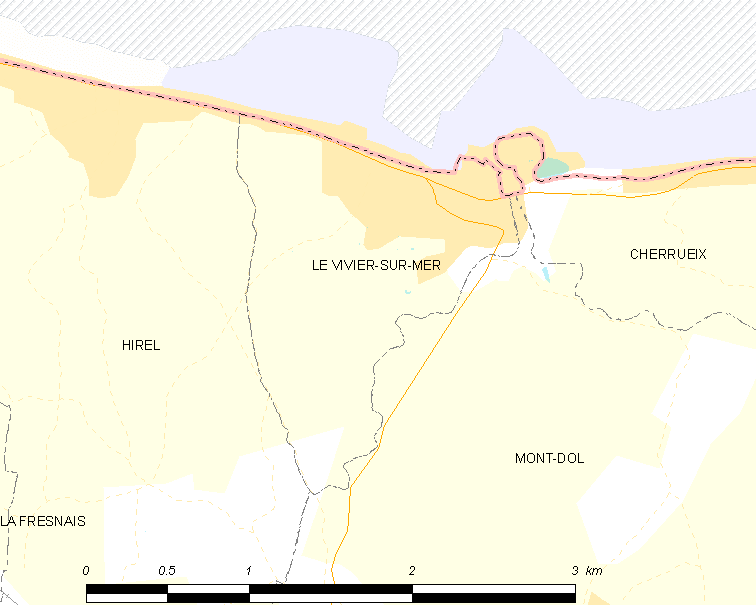
滨海勒维维耶的OSM定位图

滨海勒维维耶的时区为UTC+01:00、UTC+02:00（夏令时）。

## 行政
滨海勒维维耶的邮政编码为35960，INSEE市镇编码为35361。

## 政治
滨海勒维维耶所属的省级选区为布列塔尼地区多勒县。

## 人口

1962-2008年间滨海勒维维耶人口变化图示

滨海勒维维耶于2022年1月1日时的人口数量为1062人。